# موريس س. إتش باربر
موريس س. إتش باربر (بالإنجليزية: Maurice C. H. Barber)‏ هو عسكري جنوب أفريقي، (و. 1912 – 1975 م).